# Elecciones estatales de Zacatecas de 2021
Las elecciones estatales de Zacatecas de 2021 se llevaron a cabo el domingo 6 de junio de 2021, y en ellas se renovaron los titulares de los siguientes cargos de elección popular del estado mexicano de Zacatecas:
- Gobernador de Zacatecas: Titular del Poder Ejecutivo del estado, electo para un periodo de seis años, sin derecho a reelección. El candidato electo fue David Monreal Ávila.
- 30 diputados estatales: 18 diputados electos por mayoría relativa y 12 designados mediante representación proporcional para integrar la LXIV Legislatura.
- 58 ayuntamientos: Compuestos por un presidente municipal, un síndico y sus regidores. Electos para un periodo de tres años.

## Organización

### Partidos políticos
En las elecciones estatales tienen derecho a participar quince partidos políticos. Diez son partidos políticos con registro nacional: Partido Acción Nacional (PAN), Partido Revolucionario Institucional (PRI), Partido de la Revolución Democrática (PRD), Partido del Trabajo (PT), Partido Verde Ecologista de México (PVEM), Movimiento Ciudadano (MC), Movimiento Regeneración Nacional (MORENA), Partido Encuentro Solidario (PES), Fuerza por México (FPM) y Redes Sociales Progresistas (RSP). Y cinco son partidos políticos estatales Nueva Alianza Zacatecas, Partido PAZ para Desarrollar Zacatecas (PAZ), Movimiento Dignidad Zacatecas (MD), Partido la Familia Primero (PFP), y el Partido del Pueblo (PP).

### Proceso electoral
La campaña electoral inicia el 4 de abril de 2021 para todos los cargos de elección popular del estado y se extiende durante dos meses, hasta el 2 de junio. La votación está programada para hacerse el 6 de junio de 2021, de las 8 de la mañana a las 6 de la tarde, en simultáneo con las elecciones federales. Se estima que el computo final de resultados se publique el 13 de junio.

### Distritos electorales
Para la elección de diputados de mayoría relativa del Congreso del Estado de Zacatecas, la entidad se divide en 18 distritos electorales.
| Distrito | Cabecera     | Municipios | Mapa |
| -------- | ------------ | ---------- | ---- |
| 1        | Zacatecas    | 1          |      |
| 2        | Zacatecas    | 3          |      |
| 3        | Guadalupe    | 1          |      |
| 4        | Guadalupe    | 2          |      |
| 5        | Fresnillo    | 1          |      |
| 6        | Fresnillo    | 2          |      |
| 7        | Fresnillo    | 2          |      |
| 8        | Ojocaliente  | 4          |      |
| 9        | Loreto       | 3          |      |
| 10       | Jerez        | 4          |      |
| 11       | Villanueva   | 5          |      |
| 12       | Villa de Cos | 6          |      |
| 13       | Jalpa        | 6          |      |
| 14       | Tlaltenango  | 12         |      |
| 15       | Pinos        | 2          |      |
| 16       | Río Grande   | 3          |      |
| 17       | Sombrerete   | 3          |      |
| 18       | Juan Aldama  | 4          |      |

## Candidaturas y coaliciones

### Va por Zacatecas
El 22 de diciembre de 2020 el Partido Revolucionario Institucional (PRI), el Partido Acción Nacional (PAN) y el Partido de la Revolución Democrática (PRD) conformaron la alianza Va por México para participar en conjunto en las elecciones federales. Al día siguiente, 23 de diciembre, la coalición anunció su participación en las elecciones estatales bajo el nombre Va por Zacatecas. La alianza postuló a la senadora Claudia Anaya Mota como candidata de unidad a la gubernatura del estado.

### Juntos haremos historia en Zacatecas
El 23 de diciembre de 2020 el partido Movimiento Regeneración Nacional (Morena), el Partido del Trabajo (PT) y el Partido Verde Ecologista de México (PVEM) anunciaron que continuarían con la coalición Juntos Hacemos Historia, con la cual habían competido en conjunto en las elecciones de 2018 y 2019. Para la elección estatal se incorporó a la coalición el partido político estatal Nueva Alianza Zacatecas. Como candidato a la gubernatura, la coalición postuló a David Monreal Ávila, quien ya había sido candidato al mismo cargo en las elecciones de 2010 por parte del PT y en las elecciones de 2016 por parte de Morena.

### Movimiento Ciudadano
El partido Movimiento Ciudadano decidió contender en solitario en el proceso electoral 2021, en un principio se consideró como abanderado al cantante Marco Antonio Flores Sánchez, excandidato a gobernador por el Partido Encuentro Social en las elecciones del 2016, quién a finales del 2020 decidió registrarse como precandidato a diputado federal plurinominal por Morena. Dejando así el camino libre, para otros aspirantes. En enero de 2021, la dirigencia estatal del partido informó que postularía a una mujer para la gubernatura. Finalmente el 1 de marzo de 2021, se dio a conocer que postulará como candidata a gobernadora a Ana María Romo Fonseca, Miss Zacatecas en 1987, y ex-rectora de la Universidad Tecnológica del Estado de Zacatecas (UTZAC).

### Otras candidaturas
El 24 de enero de 2021 el partido Redes Sociales Progresistas presentó como su candidata a gobernadora del estado a Fernanda Salomé Perera Trejo. El Partido Encuentro Solidario (PES) decidió seleccionar a su candidato a la gubernatura mediante una serie de entrevistas a los aspirantes realizadas por el comité directivo estatal. El 12 de marzo de 2021 el partido registró a María Guadalupe Medina Padilla como su candidata para la gubernatura del estado. El mismo día, el partido Fuerza por México registró como candidata a Miriam Zamora.
El 9 de diciembre de 2020 el ex secretario de educación del estado, Flavio Campos Miramontes, hizo pública su intención de contender a la gubernatura del estado representando al partido estatal Paz para desarrollar Zacatecas. El 4 de marzo de 2021 el partido lo registró como su aspirante a la gubernatura del estado. El Partido del Pueblo registró a Javier Valadez Becerra como su nominado para la gubernatura. El partido La Familia Primero decidió no presentar ningún candidato para la gubernatura.
El 9 de diciembre de 2020 el dirigente del partido estatal Movimiento Dignidad Zacatecas, Edgar Salvador Rivera Cornejo, le pidió a su partido que considerara postularlo como el candidato de la organización para la gubernatura. El 25 de marzo de 2021 el Instituto Nacional Electoral (INE) decidió revocar la candidatura de Rivera Cornejo por irregularidades en su reporte de gastos de precampaña. El 1 de mayo, el partido designó como candidata a Bibiana Lizardo.
El 18 de mayo, Bibiana Lizardo declinó a favor de la candidata de la alianza Va Por Zacatecas, Claudia Anaya Mota.

## Encuestas para la gubernatura

### Por partido político
| Encuestadora              | Fecha                   |       |        |       |        |       | Otro   | Ninguno/No sabe |
| ------------------------- | ----------------------- | ----- | ------ | ----- | ------ | ----- | ------ | --------------- |
| Encuestadora              | Fecha                   |       |        |       |        |       | Otro   | Ninguno/No sabe |
| Opinión pública marketing | 13 de noviembre de 2019 | 13.0% | 16.3%  | 2.0%  | 41.4%  | 5.1%  | 5.4%   | 16.8%           |
| Campaigns & Elections     | noviembre de 2019       | 10%   | 17%    | 3%    | 33%    | —     | 7%     | 30%             |
| Campaigns & Elections     | febrero de 2020         | 9%    | 12%    | 2%    | 34%    | —     | 10%    | 34%             |
| Comunicación política     | 7 de junio de 2020      | 9.15% | 19.89% | 4.27% | 33.24% | 2.82% | 4.66%  | 24.98%          |
| Campaigns & Elections     | junio de 2020           | 26%   | 15%    | 2%    | 44%    | —     | 13%    | —               |
| Massive Caller            | 30 de junio de 2020     | 11.8% | 14.1%  | —     | 33.7%  | 5.9%  | 3.1%   | 31.4%           |
| Demoscopia digital        | 1 y 2 de agosto de 2020 | 5.54% | 17.30% | —     | 40.21% | 6.18% | 10.04% | 20.73%          |
| El Financiero             | 31 de agosto de 2020    | 10.1% | 16.2%  | 2.3%  | 34.8%  | —     | 3.8%   | 32.8%           |
| Demoscopia digital        | 4 de octubre de 2020    | 5.93% | 18.39% | —     | 38.97% | 4.10% | 11.51% | 21.10%          |
| Demoscopia digital        | 12 de noviembre de 2020 | 6.14% | 19.28% | 0.87% | 36.23% | 3.63% | 3.04%  | 23.48%          |

### Por candidato
| Encuestadora           | Fecha                    | Anaya  | Monreal | Otro   | Ninguno/No sabe |
| ---------------------- | ------------------------ | ------ | ------- | ------ | --------------- |
| Encuestadora           | Fecha                    |        |         | Otro   | Ninguno/No sabe |
| Demoscopia digital     | 4 de enero de 2021       | 26.1%  | 39.8%   | 7.8%   | 26.3%           |
| Massive caller         | 11 de enero de 2021      | 22.9%  | 43.7%   | 7.1%   | 26.3%           |
| Massive caller         | 19 de enero de 2021      | 26.3%  | 42.6%   | 6.4%   | 24.7%           |
| Massive caller         | 25 de enero de 2021      | 28.1%  | 38.9%   | 9.9%   | 23.1%           |
| Massive caller         | 1 de febrero de 2021     | 25.7%  | 39.4%   | 14%    | 20.9%           |
| Campaigns & Elections  | 1 de febrero de 2021     | 34%    | 41%     | 8%     | 17%             |
| Demoscopia digital     | 1 de febrero de 2021     | 24.5%  | 41.3%   | 8.1%   | 26.1%           |
| Heraldo Media Group    | 8 de febrero de 2021     | 25.1%  | 43.0%   | 10.6%  | 21.3%           |
| Massive Caller         | 9 de febrero de 2021     | 28.8%  | 39.8%   | 13%    | 18.4%           |
| Campaigns & Elections  | 15 de febrero de 2021    | 34%    | 43%     | 6%     | 17%             |
| Massive Caller         | 15 de febrero de 2021    | 23.7%  | 41.5%   | 13.1%  | 21.7%           |
| Massive Caller         | 22 de febrero de 2021    | 26.8%  | 38%     | 11.4%  | 23.8%           |
| Demoscopia digital     | 26 de febrero de 2021    | 27.2%  | 39.5%   | 9.9%   | 23.4%           |
| Arias Consultores      | 27 de febrero de 2021    | 19.4%  | 28.5%   | 6.0%   | 46.1%           |
| Campaigns & Elections  | 1 de marzo de 2021       | 35%    | 42%     | 9%     | 14%             |
| Massive Caller         | 1 de marzo de 2021       | 26.6%  | 41%     | 9.1%   | 23.3%           |
| Demoscopia digital     | 6 de marzo de 2021       | 29.9%  | 37.1%   | 8.7%   | 24.3%           |
| Massive Caller         | 8 de marzo de 2021       | 22.3%  | 44.6%   | 12.6%  | 20.5%           |
| Campaigns & Elections  | 10 de marzo de 2021      | 33%    | 46%     | 2%     | 19%             |
| Massive Caller         | 15 de marzo de 2021      | 26.8%  | 42.4%   | 11.8%  | 19%             |
| Poligrama              | 17 de marzo del 2021     | 23.66% | 40.85%  | 16.57% | 18.93%          |
| Demoscopia Digital     | 18 de marzo del 2021     | 27.6%  | 38.9%   | 9.2%   | 24.3%           |
| Campaigns & Elections  | 22 de marzo de 2021      | 35%    | 45%     | 10%    | 10%             |
| Massive Caller         | 22 de marzo del 2021     | 27.7%  | 41.8%   | 17.3%  | 13.3%           |
| Arias Consultores      | 26 de marzo de 2021      | 36.2%  | 41.3%   | 8.4%   | 14.2%           |
| Demoscopia digital     | 28 de marzo del 2021     | 25.2%  | 41.1%   | 7.9%   | 20.9%           |
| Massive Caller         | 28 de marzo del 2021     | 24.8%  | 42.6%   | 16%    | 16.6%           |
| México Elige           | 30 de marzo de 2021      | 31.5%  | 44.9%   | 13.7%  | 9.9%            |
| Campaigns & Elections  | 30 de marzo de 2021      | 36%    | 42%     | 10%    | 12%             |
| Campaigns & Elections  | 5 de abril del 2021      | 32%    | 40%     | 7%     | 21%             |
| Massive Caller         | 5 de abril del 2021      | 26.7%  | 41.1%   | 16.6%  | 15.6%           |
| Heraldo Media Group    | 5 de abril del 2021      | 24.6%  | 42.1%   | 13.1%  | 20.2%           |
| Demoscopia digital     | 7 de abril de 2021       | 27.6%  | 42.5%   | 9.6%   | 20.3%           |
| Campaigns & Elections  | 12 de abril del 2021     | 42%    | 46%     | 8%     | 4%              |
| Massive Caller         | 12 de abril del 2021     | 27.8%  | 46.6%   | 15.4%  | 10.2%           |
| Arias Consultores      | 13 de abril de 2021      | 43.8%  | 41.0%   | 4.6%   | 10.6%           |
| Demoscopia Digital     | 17 de abril del 2021     | 26.1%  | 43.9%   | 9.2%   | 20.8%           |
| Massive Caller         | 19 de abril del 2021     | 32.2%  | 40.1%   | 15.8%  | 11.9%           |
| Campaigns & Elections  | 19 de abril del 2021     | 39%    | 45%     | 6%     | 10%             |
| Massive Caller         | 25 de abril del 2021     | 34.4%  | 41.9%   | 14.8%  | 8.9%            |
| México Elige           | 25 de abril de 2021      | 38.4%  | 44.8%   | 11.2%  | 5.6%            |
| Campaigns & Elections  | 26 de abril del 2021     | 41%    | 43%     | 9%     | 7%              |
| Demoscopia digital     | 27 de abril del 2021     | 24.2%  | 41.8%   | 8.4%   | 25.8%           |
| Arias Consultores      | 28 de abril de 2021      | 45.8%  | 37.4%   | 4.6%   | 12.2%           |
| Campaigns & Elections  | 3 de mayo del 2021       | 43%    | 47%     | 6%     | 4%              |
| Heraldo Media Group    | 3 de mayo del 2021       | 29.8%  | 42.1%   | 14%    | 14.1%           |
| El Financiero          | 3 de mayo del 2021       | 34%    | 52%     | 14%    | 0%              |
| Massive Caller         | 3 de mayo del 2021       | 32.6%  | 41.1%   | 13.7%  | 12.6%           |
| Demoscopia digital     | 7 de mayo del 2021       | 29.7%  | 41.6%   | 11.4%  | 17.3%           |
| Campaigbns & Elections | 10 de mayo del 2021      | 38%    | 47%     | 4%     | 11%             |
| Massive Caller         | 10 de mayo del 2021      | 34.2%  | 41.6%   | 14.7%  | 9.5%            |
| Demoscopia digital     | 12 de mayo del 2021      | 32.6%  | 43.8%   | 12.2%  | 11.4%           |
| Arias Consultores      | 14 de mayo de 2021       | 46.5%  | 38.0%   | 5.1%   | 10.4%           |
| Gii360                 | 14 de mayo del 2021      | 30%    | 48%     | 22%    | -               |
| Campaigns & Elections  | 17 de mayo del 2021      | 39%    | 42%     | 11%    | 8%              |
| Demoscopia Digital     | 17 de mayo del 2021      | 31.6%  | 43.9%   | 12.1%  | 12.4%           |
| Massive Caller         | 17 de mayo del 2021      | 39%    | 36.8%   | 12%    | 12.2%           |
| México Elige           | 17 de mayo de 2021       | 43.1%  | 43%     | 11.4%  | 2.5%            |
| Poligrama              | 3 al 17 de mayo del 2021 | 33.74% | 46.28%  | 9.43%  | 10.56%          |
| FactoMétrica           | 19 de mayo de 2021       | 41.7%  | 38.8%   | 14.3%  | 5.2%            |
| Arias Consultores      | 21 de mayo de 2021       | 47.0%  | 38.8%   | 5.3%   | 8.9%            |
| Demoscopia Digital     | 22 de mayo del 2021      | 33.8%  | 41.9%   | 10.7%  | 13.6%           |
| Campaigns & Elections  | 23 de mayo del 2021      | 38%    | 44%     | 10%    | 8%              |
| Massive Caller         | 24 de mayo del 2021      | 39.7%  | 38%     | 13.4%  | 8.9%            |
| Demoscopia Digital     | 24 de mayo del 2021      | 34.1%  | 42.7%   | 11.9%  | 11.3%           |
| Arias Consultores      | 25 de mayo de 2021       | 48.2%  | 36.0%   | 3.9%   | 11.9%           |
| FactoMétrica           | 26 de mayo de 2021       | 41.6%  | 36.0%   | 18.3%  | 4.1%            |
| Latinus-Reforma        | 27 de mayo del 2021      | 43%    | 48%     | 9%     | 0%              |
| Demoscopia Digital     | 28 de mayo del 2021      | 33.5%  | 44.7%   | 11.2%  | 10.6%           |
| Heraldo Media Group    | 28 de mayo del 2021      | 37.8%  | 47.7%   | 11.1%  | 3.4%            |
| Arias Consultores      | 28 de mayo de 2021       | 48.0%  | 40.8%   | 3.2%   | 7.9%            |
| Demoscopia Digital     | 30 de mayo del 2021      | 33.5%  | 44.7%   | 11.2%  | 10.6%           |
| Campaigns & Elections  | 31 de mayo del 2021      | 47%    | 47%     | 6%     | 0%              |
| Arias Consultores      | 31 de mayo de 2021       | 48.3%  | 41.0%   | 3.2%   | 7.6%            |
| El Financiero          | 31 de mayo del 2021      | 43%    | 49%     | 8%     | —               |
| Massive Caller         | 31 de mayo del 2021      | 40.8%  | 38.4%   | 13.8%  | 7.0%            |
| Demoscopia Digital     | 1 de junio del 2021      | 35.9%  | 44.3%   | 13.4%  | 6.4%            |
| FactoMétrica           | 1 de junio de 2021       | 42.8%  | 38.9%   | 18.3%  | -               |
| Poligrama              | 1 de junio del 2021      | 38.92% | 47.09%  | 9.88%  | 4.11%           |
| PollsMX                | 2 de junio del 2021      | 39.3%  | 41.5%   | 9.6%   | —               |

## Resultados

### Congreso del Estado de Zacatecas
|  | 30.23 % |

|  | 22.22 % |

|  | 9.55 % |

|  | 7.92 % |

|  | 5.19 % |

|  | 4.76 % |

|  | 3.97 % |

|  | 3.00 % |

|  | 2.79 % |

|  | 2.34 % |

|  | 2.07 % |

|  | 1.00 % |

|  | 0.65 % |

|  | 0.52 % |

|  | 0.32 % |

|  | 0.12 % |

|  | 3.31 % |

|  | 100 % |

### Ayuntamientos
|  | 29.84 % |

|  | 22.89 % |

|  | 9.22 % |

|  | 7.48 % |

|  | 4.99 % |

|  | 4.54 % |

|  | 4.03 % |

|  | 2.89 % |

|  | 2.80 % |

|  | 2.59 % |

|  | 2.43 % |

|  | 1.75 % |

|  | 0.79 % |

|  | 0.29 % |

|  | 0.27 % |

|  | 0.23 % |

|  | 97.21 % |

|  | 2.79 % |